# Université d'Orange
 (novembre 2021).
L'université d'Orange est une université française active entre 1365 et 1793 située à Orange, dans la principauté d'Orange situé dans l'actuel département du Vaucluse. 

## Historique

### Origine
Il existe peu de documents permettant de préciser l'origine de l'université. L'évêché d'Orange qui était un des plus anciens évêchés des Gaules devait posséder, comme les évêchés voisins d'Avignon et de Valence, une école épiscopale. Cependant, une transaction passée en 1268 entre l'évêque d'Orange, Pierre II, et les princes d'Orange, Raymond des Baux, seigneurs des Baux, l'oncle et le neveu, laisse supposer que cette école existait au XIIIe siècle.

### Université impériale
Le 4 juin 1365, l'empereur Charles IV, empereur du Saint-Empire romain germanique, roi de Bohême, entre dans Arles et s'y fait couronner roi d'Arles dans la cathédrale Saint-Trophime en présence de Raymond des Baux, prince d'Orange. Ce dernier obtient de l'empereur, le 6 juin 1365, un diplôme donnant aux écoles d'Orange le titre d'université. Le même jour, l'empereur a créé l'université de Genève.
L'université a reçu le privilège d'enseigner le droit canonique, le droit civil, la médecine, la philosophie, la logique et la grammaire. Elle a reçu le droit de conférer les grades. Ses libertés et immunités avec des privilèges d'ordre fiscal sont reconnus aux maîtres et étudiants et sont placés sous la sauvegarde des princes d'Orange et la protection de l'Empereur.
La proximité des princes d'Orange avec les empereurs du Saint-Empire romain germanique date de Bertrand des Baux, seigneur d'Orange, qui s'était fait reconnaître le titre de Prince d'Orange par Frédéric Barberousse en 1178, quand il était venu se faire couronner roi de Bourgogne à Arles. 
Cette création d'une université par l'empereur s'est faite sans l'autorisation de la papauté. Le pape à cette date était Urbain V qui ne devait pourtant pas être indifférent à la création d'une université à proximité d'Avignon. Probablement le pape a accepté le fait accompli d'un empereur qui voulait marquer son indépendance du Saint-Siège comme le montrait la « Bulle d'Or » de 1356. Le pape a implicitement accepté cette création quand, à la suite d'une supplication de la commune d'Orange en faveur de l'université, il a publié une bulle adressée aux maîtres et étudiants de l'université datée du 1er août 1366 leur accordant la possession des bénéfices après trois ans de résidence effective et leur donnant des garanties contre ceux qui voudraient les troubler dans cette jouissance.
La commune d'Orange voulant aider l'université a accordé de nombreux avantages aux professeurs et aux étudiants.
Une bulle du pape Clément VII a approuvé l'université d'Orange.
À la fin du XVe siècle, l'université d'Orange a été attaquée par les universités des environs, à commencer par l'université d'Avignon, puis par l'université de Perpignan, avec l'université de Montpellier.
Le 5 juin 1475, le pape Sixte IV publie une bulle affirmant qu'il n'existait plus de « studium generale » à Orange et que « les grades licenciés et de docteurs étaient accordés sans examen sérieux, sans formalité et sans le nombre réglementaire de docteurs et de magistrats ». Il interdit sous peine d'excommunication de conférer des grades dans une ville n'ayant pas de « studium generale », et notamment à Orange.

### Université protestante
En 1473, Guillaume de Châlon prend le parti de Charles le Téméraire qui est son cousin et son suzerain. En 1530 la maison de Nassau hérite des Châlon après la mort de René de Chalon. La famille de Nassau étant favorable au protestantisme, la principauté d'Orange va devenir une citadelle protestante au milieu  d'un territoire du Saint-Siège. Les protestants vont devenir très importants à Orange. Si les protestants ne sont pas majoritaires à Orange, ils vont se sentir suffisamment forts pour s'opposer à la célébration du culte catholique. L'évêque d'Orange s'en plaint au prince d'Orange, Guillaume d'Orange-Nassau par une lettre du 5 février 1562. Les protestants commandés par le comte de Crussol s'emparent de la ville le 6 mars 1562 et massacrent une partie de la population. Quelques semaines plus tard une armée catholique, sous les ordres de Fabrizio Serbelloni et du comte de Sommerive, Honoré de Savoie, prend la ville qu'elle met à sac et y commet des massacres. Une partie des documents concernant l'université sont détruits dans l'incendie et le sac de la ville de 1562. Le comte de Crussol reprend la ville en mars 1563. Presque tous les catholiques quittent la ville. Le prince d'Orange tente de ramener la paix en prenant un édit pris à Bruxelles le 26 août 1563 demandant la tolérance réciproque entre ses sujets des deux confessions. En août 1568, Guillaume d'Orange-Nassau a conclu une association nobiliaire avec Louis de Condé et l'amiral de Coligny après l'exécution du comte d'Egmont et du comte de Hornes prévoyant de se prêter une assistance mutuelle. Guillaume d'Orange-Nassau et Ludovic ou Louis de Nassau combattent en France pendant la troisième guerre de religion. Ludovic de Nassau est présent au synode calviniste de La Rochelle, en 1571. Il semble que l'université n'a pas pu continuer à enseigner.
En 1573, Ludovic de Nassau, régent de la principauté, a créé un collège-académie et rétabli le fonctionnement de l'université par les lettres patentes du 28 août 1573. Il décide que l'université doit posséder une imprimerie, qu'elle doit être installée dans la maison du premier consul de la commune qui avait été confisquée, que le recteur doit être élu tous les trois ans par le gouverneur et dépositaire du sceau de l'université dont il doit défendre les droits et les privilèges devant le parlement. Dans une seconde lettre patente prise le même jour, il rattache les pasteurs d'Orange à l'université. 
En 1575, l'évêque d'Orange ayant quitté la ville où il ne peut plus célébrer la messe et s'étant réfugié à Caderousse a démissionné. L'évêque d'Orange n'a pu se rétablir sur son siège qu'en 1597 et rétablir le culte catholique à Orange. De 1573 à 1597, l'université est entre les mains des protestants.
En 3 novembre 1583, Guillaume de Nassau donne un édit, pris à Dordrecht, sur la justice, police, domaine, collège et université d'Orange. Il semble cependant que le nombre étudiants est peu nombreux et on ne trouve pas d'écrits donnant son fonctionnement au jour le jour. Des troubles se sont produits à Orange après des querelles entre le parlement et le peuple suscitées par le gouverneur de la principauté, Hector de Mirabel, seigneur de Blacons.
Le 23 août 1607 est pris l'« édit d'Orange » par le prince Philippe-Guillaume d'Orange venu à Orange après son mariage avec Éléonore de Bourbon-Condé. Il a rétabli l'université, reprend ce qui a été écrit dans l'édit de 1583 et permet à l'université d'accueillir des protestants et des catholiques. En 1608 on constate une augmentation du nombre des étudiants. L'université reçoit alors des étudiants étrangers, Hollandais, Anglais, Écossais et Suisses. Les professeurs sont choisis pour moitié protestants et pour l'autre moitié catholiques. Cette situation va durer jusqu'en 1703. Ce succès de l'université d'Orange va provoquer des jalousies dans les universités voisines. Le parlement de Paris et le parlement de Grenoble vont refuser d'admettre comme avocats ceux qui ont été gradués à Orange.
Frédéric-Henri d'Orange-Nassau, allié à la France, obtient de Louis XIII un édit, donné à Chantilly le 5 août 1634, que tous les docteurs et gradués d'Orange soient reçus avocats postulants en tous ses parlements, comme ceux des universités françaises. Le roi a décidé que l'université d'Orange est l'égale de celle d'Avignon.
En 1682, à la suite d'un incident avec Guillaume III d'Orange-Nassau, Louis XIV a confisqué la principauté d'Orange. À la suite de la révocation de l'édit de Nantes par l'édit de Fontainebleau, en 1685, un grand nombre de protestants se sont installés à Orange. Mais au traité de Ryswick, le 20 septembre 1697, Louis XIV doit rendre la principauté d'Orange à Guillaume III qui y rétablit le culte protestant.

### Université royale
Après la mort de Guillaume III, Louis XIV a profité des querelles sur sa succession pour s'emparer de la principauté d'Orange en 1702. Il revendique la Principauté d'Orange devant le parlement de Paris. Celui-ci lui reconnaît le domaine éminent et attribue le domaine utile à François-Louis de Bourbon-Conti, héritier des Châlon qui ont été supplantés au XVIe siècle par les Nassau. Louis Armand II de Bourbon-Conti a reçu la principauté d'Orange de Louis XIV en 1712 et l'a conservée jusqu'à sa mort, en 1727. La reconnaissance de l’acquisition est reconnue au traité d'Utrecht, en 1713, mais à condition que les héritiers de la maison de Nassau conservent le droit d'imposer à une partie de la Gueldre le nom de principauté d'Orange. Les persécutions violentes vont alors commencer contre les protestants qui doivent quitter la ville s'ils ne veulent pas abjurer. La direction de l'université est confiée à l'Église catholique. L'évêque d'Orange est le chancelier de l'université et le recteur est le prévôt du chapitre. À partir de 1702, le collège-académie d'Orange a été placé sous l'obédience de l'évêque d'Orange et sa gestion confiée aux ordres religieux, Carmes jusqu'en 1717, puis Doctrinaires jusqu'à la Révolution.
Les attaques contre l'université d'Orange vont être renouvelées par les universités proches. L'université d'Orange est considérée alors comme une université non fameuse.
Louis XVI envoie deux édits identiques, le premier au parlement d'Aix, le 12 juillet 1708, le second au parlement de Grenoble, le 28 août 1708, dans lesquels il s'inquiète de la faiblesse des études dans l'université d'Orange, de la facilité avec laquelle les grades sont décernés, ce qui a pour conséquence d'y attirer un grand nombre d'étudiants qui plus tard seront incapables de remplir avec compétence les charges et les emplois qui leur sont conférés. Il demande aux avocats et procureurs généraux de ces parlements de s'assurer de la compétence des avocats formés à l'université d'Orange. Ce peu de considération pour les avocats formés à l'université d'Orange leur a valu l'appellation d'« Avocat à la fleur d'Orange ».
Face à ces attaques, l'université d'Orange a réagi en 1718. L'évêque d'Orange Jean-Jacques d'Obheil fait rechercher les anciens statuts de l'université et décide de les mettre en conformité avec ceux des universités françaises. Les nouveaux statuts sont approuvés par le corps de l'université le 1er juin 1718. L'université déclare qu'elle est désormais attentive à se soumettre à la volonté royale, à enregistrer et suivre les édits du roi.
Le 31 mai 1730, Louis-François de Bourbon-Conti, seigneur d'Orange, s'insurge contre le droit que s'est accordé l'université de nommer les professeurs de toutes les facultés en 1718. Il considère que les anciens statuts donnaient ce droit aux princes d'Orange. Il fait donc opposition aux statuts de 1718 et interdit au corps de l'université de nommer ses professeurs. 
L'année suivante, par la suite d'un acte passé entre Louis XV et la princesse douairière de Conti, la principauté d'Orange est réunie au royaume le 23 avril 1731 et dépend administrativement du Dauphiné par un arrêté du Conseil d'État le 29 mai 1731. L'université envoie alors un mémoire au roi Louis XV pour lui demander la confirmation de ses privilèges. Cette confirmation n'a pas été envoyée par le roi. Au lieu de cela, en 1732, le chancelier d'Aguesseau, favorable à la restauration d'une faculté de droit à l'université de Grenoble, fait nommer par le roi une commission pour étudier les titres d'établissement et les règlements généraux ou intérieurs des universités de Grenoble et d'Orange. Les commissaires concluent leurs travaux en demandant la suppression de l'université d'Orange et le transfert de l'université de Valence à Grenoble. Par un arrêt du 26 novembre 1742, le roi annule les conclusions de l'arrêt du 13 décembre 1738 car elles avaient été faites sans que les universités de Valence et d'Orange produisent les titres d'établissement et les règlements généraux. Une nouvelle commission est nommée pour reprendre l'étude. L'université d'Orange remet les documents demandés au greffe de la commission le 28 février 1743. Les consuls de la ville d'Orange adressent une requête au roi le 24 mai 1743 pour conserver l'université qui est « le dernier reste de tous les titres avantageux et honorables dont elle a été successivement dépouillée ». Le 12 février 1744, la commission écrit « qu'une seule université doit suffire en Dauphiné et qu'elle doit être placée sous les yeux du parlement ». Les résistances locales vont empêcher ce transfert. De nouvelles tentatives de fermetures sont entreprises, de nouvelles requêtes contre cette fermeture sont envoyées par les consuls et l'évêque d'Orange. 
C'est la Révolution qui va fermer les universités, dont celle d'Orange, car leur enseignement était jugé contraire aux idées nouvelles. Un décret présenté par Joseph Lakanal du comité d'instruction publique sur une motion de Jeanbon Saint-André est pris le 15 septembre 1793 prévoyant la création des établissements avec trois degrés d'éducation et que, « en conséquence, les collèges de plein exercice et les facultés de théologie, de médecine, des arts et de droit étaient supprimées sur toute la surface de la République ».
L'université d'Orange n'a pas été rétablie comme université impériale à la suite du décret du 17 mars 1808 fixant le fonctionnement de l'Université pris par Napoléon Ier.

## Personnalités ayant étudié à l'université d'Orange
- Antoine Barnave
- Pierre Baux
- Jacques Berriat-Saint-Prix
- Honoré Bouche
- François-Antoine de Boissy d'Anglas
- Henri Gautier
- Joseph Pitton de Tournefort
- Charles Renauldon
- Antoine de Ruffi
- Hans Sloane, reçu docteur en médecine de l'université d'Orange le 28 juillet 1683, fondateur du British Museum[10].